# Promozione Emilia-Romagna 1978-1979
Nella stagione 1978-1979 la Promozione era sesto livello del calcio italiano (il massimo livello regionale). Qui vi sono le statistiche relative al campionato in Emilia-Romagna.
Il campionato è strutturato in vari gironi all'italiana su base regionale, gestiti dai Comitati Regionali di competenza. Promozioni alla categoria superiore e retrocessioni in quella inferiore non erano sempre omogenee; erano quantificate all'inizio del campionato dal Comitato Regionale secondo le direttive stabilite dalla Lega Nazionale Dilettanti, ma flessibili, in relazione al numero delle società retrocesse dal Campionato Interregionale e perciò, a seconda delle varie situazioni regionali, la fine del campionato poteva avere degli spareggi sia di promozione che di retrocessione.

## Girone A

### Squadre partecipanti
| Squadra                | Città (provincia)             |
| ---------------------- | ----------------------------- |
| U.S. Alfonsinese       | Alfonsine (RA)                |
| U.S. Baracca Lugo      | Lugo di Romagna (RA)          |
| A.C. Cattolica         | Cattolica (RN)                |
| A.S. Cervia            | Cervia (RA)                   |
| U.S. Cesenatico        | Cesenatico (FC)               |
| U.S. Comacchiese       | Comacchio (FE)                |
| C.A. Faenza Sez.Calcio | Faenza (RA)                   |
| A.C. Gambettola        | Gambettola (FC)               |
| A.C. Predappio         | Predappio (FC)                |
| U.S. Ravenna           | Ravenna (RA)                  |
| S.S. Sampierana        | San Piero in Bagno (FC)       |
| A.C. Santa Sofia       | Santa Sofia (Italia) (RN)     |
| A.S. Santarcangiolese  | Santarcangelo di Romagna (RN) |
| Pol. Viserba           | Viserba (RN)                  |

### Classifica finale
|  | Pos. | Squadra          | Pt | G  | V  | N  | P  | GF | GS | DR  |
|  | ---- | ---------------- | -- | -- | -- | -- | -- | -- | -- | --- |
|  | 1.   | Cattolica        | 41 | 26 | 17 | 7  | 2  | 47 | 17 | +30 |
|  | 2.   | Ravenna          | 34 | 26 | 12 | 10 | 4  | 39 | 16 | +23 |
|  | 3.   | Cesenatico       | 32 | 26 | 11 | 10 | 5  | 31 | 18 | +13 |
|  | 4.   | Faenza           | 29 | 26 | 11 | 7  | 8  | 30 | 25 | +5  |
|  | 5.   | Santarcangiolese | 28 | 26 | 9  | 10 | 7  | 50 | 38 | +12 |
|  | 6.   | Comacchiese      | 28 | 26 | 8  | 12 | 6  | 26 | 26 | 0   |
|  | 7.   | Santa Sofia      | 26 | 26 | 8  | 10 | 8  | 36 | 31 | +5  |
|  | 8.   | Cervia           | 25 | 26 | 8  | 9  | 9  | 26 | 39 | -13 |
|  | 9.   | Baracca Lugo     | 24 | 26 | 7  | 10 | 9  | 26 | 33 | -7  |
|  | 10.  | Gambettola       | 23 | 26 | 8  | 7  | 11 | 21 | 30 | -9  |
|  | 11.  | Sampierana       | 23 | 26 | 7  | 9  | 10 | 24 | 32 | -8  |
|  | 12.  | Alfonsine        | 21 | 26 | 4  | 13 | 9  | 29 | 31 | -2  |
|  | 13.  | Viserba          | 21 | 26 | 5  | 11 | 10 | 23 | 30 | -7  |
|  | 14.  | Predappio        | 9  | 26 | 1  | 7  | 18 | 19 | 61 | -42 |

- Cattolica ammessa alla finale, promossa in Serie D dopo gli spareggi contro Mirandolese e Brescello.

## Girone B

### Squadre partecipanti
| Squadra                 | Città (provincia)          |
| ----------------------- | -------------------------- |
| S.P. Argentana          | Argenta (FE)               |
| S.S. Anzola             | Anzola dell'Emilia (BO)    |
| S.S. Casalecchio        | Casalecchio di Reno (BO)   |
| A.C. Centese            | Cento (Italia) (FE)        |
| U.P. Copparese          | Copparo (FE)               |
| A.C. Correggese         | Correggio (RE)             |
| A.C. Crevalcore         | Crevalcore (BO)            |
| F.C. Finale             | Finale Emilia (MO)         |
| F.C. Formigine          | Formigine (MO)             |
| A.S. Minerbio           | Minerbio (BO)              |
| U.S. Mirandolese        | Mirandola (MO)             |
| Pol. Portuense          | Portomaggiore (FE)         |
| F.C. Savena San Lazzaro | San Lazzaro di Savena (BO) |
| U.S. Vignolese          | Vignola (MO)               |

### Classifica finale
|  | Pos. | Squadra            | Pt | G  | V  | N  | P  | GF | GS | DR  |
|  | ---- | ------------------ | -- | -- | -- | -- | -- | -- | -- | --- |
|  | 1.   | Mirandolese        | 43 | 26 | 19 | 5  | 2  | 35 | 13 | +22 |
|  | 2.   | Argentana          | 34 | 26 | 14 | 6  | 6  | 45 | 27 | +18 |
|  | 3.   | Centese            | 30 | 26 | 12 | 6  | 8  | 45 | 36 | +9  |
|  | 4.   | Correggese         | 27 | 26 | 10 | 7  | 9  | 29 | 29 | 0   |
|  | 5.   | Finale Emilia      | 27 | 26 | 9  | 9  | 8  | 27 | 28 | -1  |
|  | 6.   | Vignolese          | 26 | 26 | 9  | 8  | 9  | 28 | 25 | +3  |
|  | 7.   | Crevalcore         | 25 | 26 | 9  | 7  | 10 | 31 | 29 | +2  |
|  | 8.   | Portuense          | 25 | 26 | 7  | 11 | 8  | 25 | 27 | -2  |
|  | 9.   | Casalecchio        | 25 | 26 | 8  | 9  | 9  | 26 | 35 | -9  |
|  | 10.  | Savena San Lazzaro | 24 | 26 | 6  | 12 | 8  | 27 | 23 | +4  |
|  | 11.  | Copparese          | 23 | 26 | 7  | 9  | 10 | 33 | 31 | +2  |
|  | 12.  | Formigine          | 21 | 26 | 7  | 7  | 12 | 23 | 31 | -8  |
|  | 13.  | Minerbio           | 20 | 26 | 6  | 8  | 12 | 21 | 37 | -16 |
|  | 14.  | Anzola             | 14 | 26 | 3  | 8  | 15 | 26 | 50 | -24 |

- Mirandolese ammessa alla finale, promossa in Serie D dopo gli spareggi contro Cattolica e Brescello.

## Girone C

### Squadre partecipanti
| Squadra                   | Città (provincia)         |
| ------------------------- | ------------------------- |
| Pol. Astra Noceto         | Noceto (PR)               |
| A.S. Audax Medesanese     | Medesano (PR)             |
| U.S. Brescello            | Brescello (RE)            |
| G.S. Felino               | Felino (PR)               |
| A.C. Gonzaga              | Gonzaga (MN)              |
| G.S. Junior Goitese       | Goito (MN)                |
| Ostiglia F.B.C.           | Ostiglia (MN)             |
| Pol. Pegognaga            | Pegognaga (MN)            |
| U.S. Reggiolo             | Reggiolo (RE)             |
| A.C. Sala Baganza         | Sala Baganza (PR)         |
| A.C. Salsomaggiore        | Salsomaggiore Terme (PR)  |
| A.C. San Secondo Parmense | San Secondo Parmense (PR) |
| S.C. Suzzara              | Suzzara (MN)              |
| F.C. Valtarese            | Borgo Val di Taro (PR)    |

### Classifica finale
|  | Pos. | Squadra              | Pt | G  | V  | N  | P  | GF | GS | DR  |
|  | ---- | -------------------- | -- | -- | -- | -- | -- | -- | -- | --- |
|  | 1.   | Brescello            | 41 | 26 | 16 | 9  | 1  | 45 | 16 | +29 |
|  | 2.   | Junior Goitese       | 39 | 26 | 17 | 5  | 4  | 37 | 14 | +23 |
|  | 3.   | Sala Baganza         | 32 | 26 | 10 | 12 | 4  | 30 | 19 | +11 |
|  | 4.   | Ostiglia             | 28 | 26 | 7  | 14 | 5  | 32 | 32 | 0   |
|  | 5.   | Suzzara              | 28 | 26 | 11 | 6  | 9  | 38 | 26 | +12 |
|  | 6.   | Gonzaga              | 25 | 26 | 7  | 11 | 8  | 20 | 24 | -4  |
|  | 7.   | Salsomaggiore        | 24 | 26 | 7  | 10 | 9  | 24 | 25 | -1  |
|  | 8.   | Felino               | 23 | 26 | 6  | 11 | 9  | 17 | 21 | -4  |
|  | 9.   | Reggiolo             | 23 | 26 | 6  | 11 | 9  | 18 | 23 | -5  |
|  | 10.  | Audax Medesanese     | 22 | 26 | 7  | 8  | 11 | 23 | 31 | -8  |
|  | 11.  | San Secondo Parmense | 21 | 26 | 6  | 9  | 11 | 14 | 21 | -7  |
|  | 12.  | Pegognaga            | 21 | 26 | 6  | 9  | 11 | 17 | 22 | -5  |
|  | 13.  | Astra Noceto         | 19 | 26 | 4  | 11 | 11 | 21 | 41 | -20 |
|  | 14.  | Valtarese            | 18 | 26 | 5  | 8  | 13 | 18 | 33 | -15 |

- Brescello ammessa alla finale, perde gli spareggi contro Mirandolese e Cattolica.

### Spareggi tra le 1.classificate
- il 27-5-1979 Brescello-Mirandolese 0-0 (a Reggio Emilia)
- il 3-6-1979 Cattolica-Brescello 0-0 (ad Imola)
- il 10-6-1979 Mirandolese-Cattolica 0-0 (a Ravenna)

Classifica
- Brescello 2
- Cattolica 2
- Mirandolese 2

### Spareggi 2.turno
- il 20-6-1979 Brescello-Cattolica 0-1 (a Brescello)
- il 24-6-1979 Mirandolese-Brescello 1-2 (a Mirandola)
- il 27-6-1979 Cattolica-Mirandolese 3-1 (a Cattolica)

Classifica
- Cattolica 4
- Brescello 2
- Mirandolese 0